# نهر القلابين
نهر القلابين والأصل القلايين، وهو نهر القلائين ولكن حرف وصحف، فتماشينا مع الاسم من المصادر.ونهر القلابين من أنهار بغداد القديمة يجري في بغداد، ويذكر المؤرخ إبراهيم فصيح الحيدري نهر القلابين فيقول: ويمر النهر الكبير من دوارة الحمار إلى موضع يقال له مربعة صالح فيقطف منه نهر هناك يقال له: نهر القلابين، عليه محلة عرفت باسمه، ودرب شماش سكة فيها ويحمل ساكنها لقب الشماسي، والساكن في محلة نهر القلابين يلقب بالنهري. ويشير ياقوت الحموي في معجمه إلى أبي البركات عبد الله بن المبارك الأنماطي النهري، ويذكر إلى انه لقب بالنهري، لأنه من نهر القلائين ولم يذكر نهر القلابين في معجمه مع الأنهار التي دونها عن بغداد. ومن ساكني محلة القلابين، أبو الحسن الدامغاني قاضي القضاة في خلافة المقتفي لأمر الله وبعد وفاة المقتفي، خلعه الخليفة المستنجد بالله، فلزم منزله بنهر القلابين، متعلقاً على الأشتغال بالعلم، حتى اعيد إلى ولاية قضاء القضاة مرة أخرى في خلافة ابن المستنجد الخليفة المستضيء بأمر الله. وكان والد أبو الفرج ابن الجوزي يعمل الصفر (صناعة النحاس) بنهر القلابين. وفي حوادث سنة 551ه‍، خرب أصحاب محمد شاه نهر القلابين. وكان لمحلة نهر القلابين مسجداً لأبي محمد بن أبي عثمان المحدث، ومقبرة دفن فيها قاضي القضاة أبو القاسم عبد الله بن الحسين بن أحمد بن علي بن محمد بن علي بن محمد بن عبد الملك إلى جوار والده القاضي أبي المظفر.